# B.M. Zefírov
B.M. Zefírov (en ruso: Б. М. Зефиров ( 1915 - 1957 ) fue un botánico ruso.
Realizó la identificación y clasificación de nuevas especies en las familias Asteraceae y Lamiaceae; publicándolas en Bot. Mater. Gerb. Bot. Inst. Komarova Akad. Nauk S.S.S.R.
- La abreviatura «Zefir.» se emplea para indicar a B.M. Zefírov como autoridad en la descripción y clasificación científica de los vegetales.[1]